# 麻武铁路
麻武铁路是京广铁路与京九铁路之间在湖北省的联络线，或称武麻铁路，曾称横麻铁路。西起湖北省武汉市下辖的武汉北站，经黄陂、红安至麻城，全长80公里。沿线设有：横店、黄陂、甘露山、红安、宋埠、麻城6个站点。此线路原终点站为横店站（现横店西站），但在2009年武汉北站启用以后，横店跨线桥拆除，麻武线终点改为武汉北站。目前麻武线是单线电气化铁路。速度目标值为120km/h。

## 名称
根据相关铁路局的资料，这条铁路正式名称应该是“横麻线”，在铁路客票系统的经由等均可查到。但是武汉北编组站完工之后，横麻线上行由横店站迁移至武汉北站，原横店跨线桥废置，故该线路改名為麻武线，在相关网站可查出该名称。

## 与其它铁路的连接
- 武汉北站：京广铁路。
- 麻城站：京九铁路。